# Monofazna struja
Ako izvor struje mijenja polaritet, pa svaki pol izvora postaje naizmjenično pozitivan, a iza toga negativan i tako u nedogled, kroz strujni krug će se odgovarajuće mijenjati i smjer struje.
Slika shematski prikazuje trošilo na izmjeničnom naponu.  Trošilo se na izvor priključuje s dva voda. Jedan od njih uobičajeno je spojen sa zemljom  (uzemljen je), pa je potencijal toga voda prema zemlji 0, odnosno između njega i zemlje nema napona. Taj vodič, (odnosno tu stezaljku izvora struje) zovemo nul-vodič ili skraćeno nula.
Druga stezaljka izvora, odnosno drugi vodič u izmjeničnoj mreži imat će promjenjivi napon, čas pozitivan, čas negativan i mijenja se 50 puta u sekundi u mreži od 50 Hz. Taj se vodič zove fazni vodič, ili faza,  a opisana električna mreža zove se monofazna (što znači jednofazna) mreža, jer ima jedan fazni vodič. Fazni vodič u normalnoj (jednofaznoj) gradskoj mreži na trenutke ima napon i do 270 volti,  opasan po život. Stoga je neophodno poduzeti posebne mjere za zaštitu od strujnog udara. Kao mjera zaštite od strujnog udara, u monofaznim mrežama uveden je sustav osigurača i treći, tzv. zaštitni vodič, kojim se metalni dijelovi električnih naprava vežu na zemljin nulti potencijal u cilju sprječavanja 
pojave opasnog dodirnog napona. Umjesto posebnog zaštitnog vodiča, ponekad se koristi tzv. sustav nulovanja, tj. vezanje nul-vodiča na zaštitne kontakte utičnica.

## Frekvencija
Napon na faznom vodiču ne mijenja se skokovito iz negativnog u pozitivni, nego po krivulji prema desnoj slici, koja se zove sinusoida. Napon od najnižeg negativnog napona prema zemlji postepeno raste i u jednom času ima vrijednost 0  (nula)  a zatim dalje raste do maksimalne pozitivne vrijednosti. Iza toga počinje padati. Padajući opet prolazi kroz nulu, te dosiže najniži negativni napon.  Time je zatvoren jedan puni ciklus promjene polariteta. Vrijeme potrebno za ovaj puni ciklus zove se period i bilježi se s T.  Frekvencija struje kazuje koliko ciklusa ili perioda se izmjenjuje u jednoj sekundi, odnosno koliko puta u sekundi izvor poprima pozitivni potencijal. Bilježi se sa slovom f, a iskazuje se u hercima (Hz).
1 Hz označava jednu pojavu svakog smjera u sekundi. U Europskim gradskim električnim mrežama struja ponavlja svaki smjer 50 puta u sekundi, odnosno koristi se izmjenični napon od 50 Hz.  (U Americi se koristi gradska mreža s frekvencijom od 60 Hz).
Trajanje ciklusa iznosit će   T = 1/f    ili u našem slučaju 1/50 odnosno pedeseti dio (dvije stotinke) sekunde.
Za pojedine primjene (radijski, televizijski i druge vrste prijenosa, kompjutorska tehnologija i dr.)  koriste se slabe izmjenične struje (signali) vrlo visokih frekvencija. Veće jedinice za iskazivanje frekvencije od herca su:
1 kHz = 1000 Hz
1 M Hz = 1000 kHz  = 1000.000 Hz
1 GHz   = 1000 MHz = 1000.000 kHz = 1000.000.000 Hz

## Efektivni napon
Kao nazivni napon izmjenične struje (u našoj gradskoj mreži 220 V) definira se takozvani efektivni napon, koji je manji od vršnih vrijednosti maksimalnog napona. Efektivni napon je onaj napon, koga bi imala istosmjerna struja iste snage koju ima izmjenična. To znači, da su vršne vrijednosti napona u gradskoj mreži veće od 220 V, odnosno dosižu oko 310 V.